# 김수연 (아나운서)
김수연(1990년 10월 7일 ~ )은 대한민국 KBS의 아나운서이며, 현재 KBS 춘천방송총국에서 지역근무를 하고있다.

## 경력
- 2013년 미스코리아 미스 강원 미스 강원 일보
- 2016년 ~ 2017년 JTV 전주 방송 아나운서
- 2017년 ~ 2018년 현대 HCN 서초 방송 아나운서
- 2018년 ~ 2019년 KBS 충주 프리랜서 아나운서
- 2019년 ~ KBS 46기 공채 아나운서 (KBS 춘천방송총국 지역 근무)

## 과거 진행 프로그램
- KBS 충주 : 《KBS 제 1라디오 오전 9시 뉴스》 진행
- KBS 충주 : 《KBS 뉴스 7 충주》 앵커
- KBS 충주 : 《KBS 제 1라디오 계명산의 아침》 진행
- KBS 춘천 : 《KBS 뉴스광장 강원》
- KBS 춘천 : 《KBS 뉴스 7 강원》(2019년 11월 7일 ~2023년 7월 19일)
- KBS 춘천 : 《KBS 뉴스 9 강원》(2020년 8월 31일 ~ 2020년 12월 25일/2023년 7월 31일 ~ 2025년 6월 27일)
- KBS 춘천 : 《강원도가 좋다》
- KBS 춘천 : 《KBS 춘천 제1라디오 정오종합뉴스》